# Zhang Renjie
Dans ce nom chinois, le nom de famille, Zhang, précède le nom personnel.
Pour les articles homonymes, voir Zhang.
Zhang Renjie (en chinois 張人傑) ou Zhang Jingjiang (張靜江), surnommé en Occident « Curio Zhang » est un homme politique et homme d'affaires chinois (1877-1950). 

## Biographie
Il est issu d'une riche famille du Zhejiang. Il fait ses études en France, où il est influencé par les idées socialistes et anarchistes. En 1902, il est attaché du ministre chinois à Paris, Sun Baoqi. La même année, il fonde à Paris la Tonying Company, une société d'import-export d'œuvres d'art (il reçut pour ce faire trois cent mille dollars chinois de son père, Zhang Dingfu). En 1906, il rencontre Sun Yat-sen et lui confie soixante mille dollars chinois, principalement issus des bénéfices de la Tonying Company, au profit de la cause révolutionnaire. À partir de ce moment, il devint un partisan du Guomindang. À partir de 1907, il y aide financièrement une revue révolutionnaire, le Xin Shiji (zh) (新世紀 / 新世纪, xīn shìjì, « Siècle nouveau »), d'abord sous-titré en espéranto « La Novaj Tempoj » et qui à partir du numéro 81 a un nouveau titre en Français « Le Siècle Nouveau », et une société d'études dirigées par des étudiants chinois. De retour en Chine, il participe à la fondation en 1912 d'une association permettant à de jeunes Chinois d'étudier au lycée de Montargis, en France, après avoir appris le français dans une école de Pékin (le mouvement Travail-Études). Il aide aussi Tchang Kaï-chek, qui le considérera comme son « véritable maître », à gagner la confiance de Sun Yat-sen dans les années 1910. À la mort de Sun Yat-sen (1925), il fut reconnu comme un des « quatre anciens hommes d'État du Guomindang ». Il soutint ensuite Tchang Kaï-chek et organisa sa montée au pouvoir en 1926. Après la victoire du Guomindang en 1928, il continua à soutenir le pouvoir de Tchang Kaï-chek. Il devint alors le président de la commission pour la reconstruction nationale, créée en 1928 par le Guomindang, et gouverneur du Zhejiang (jusqu'en 1930). Il fut alors atteint de paralysie. Il se surnomme alors lui-même, par dérision, la Cigale couchée. Quand éclata la guerre sino-japonaise, il fuit la Chine en 1938. Il s'installa d'abord en Europe, puis à New York à la suite du déclenchement de la Seconde Guerre mondiale. Il mourut à New York le 3 septembre 1950.